# Symfonie nr. 94 (Haydn)
De Symfonie nr. 94 is een symfonie van Joseph Haydn uit 1791. Het werk heeft de bijnaam de Paukenslagsymfonie (Engels: Surprise; Duits: Mit dem Paukenschlag). Het is de tweede van zijn Londense symfonieënreeks.
De symfonie ontleent zijn bijnaam aan een effect in het Andante, dat rustig begint waarna er een harde slag op de pauken komt.
Men vermoedt dat dit een grap was van de componist, die het publiek wilde laten schrikken.

## Delen
Het werk bestaat uit vier delen:
1. Adagio - vivace assai
2. Andante
3. Menuetto: Allegro molto
4. Finale: Allegro Molto

1 · 2 · 3 · 4 · 5 · 6 (Le Matin) · 7 (Le Midi) · 8 (Le Soir) · 9 · 10 · 11 · 12 · 13 · 14 · 15 · 16 · 17 · 18 · 19 · 20 · 21 · 22 (De Filosoof) · 23 · 24 · 25 · 26 (Lamentatione) · 27 · 28 · 29 · 30 (Halleluja) · 31 (Hoornsignaal) · 32 · 33 · 34 · 35 · 36 · 37 · 38 (Echo) · 39 · 40 · 41 · 42 · 43 (Mercurius) · 44 (Treursymfonie) · 45 (Afscheidssymfonie) · 46 · 47 (Palindroom) · 48 (Maria Theresia) · 49 (La Passione) · 50 · 51 · 52 · 53 (L'Impériale) · 54 · 55 (De schoolmeester) · 56 · 57 · 58 · 59 (Vuursymfonie) · 60 (Il distratto) · 61 · 62 · 63 (La Roxelane) · 64 (Tempora mutantur) · 65 · 66 · 67 · 68 · 69 (Laudon) · 70 · 71 · 72 · 73 (La chasse) · 74 · 75 · 76 · 77 · 78 · 79 · 80 · 81

88 · 89 · 90 · 91 · 92 (Oxford)

- Bibliothèque nationale de France: cb13913341g (data)
- Catàleg d'autoritats de noms i títols de Catalunya: 981058524948406706
- Gemeinsame Normdatei: 300817274
- Library of Congress Control Number: n81072641
- MusicBrainz work: 3e1453b3-0bae-42d2-8768-fc891bde8faf
- Nationale bibliotheek van Australië: 35296523
- Nationale Bibliotheek van Israël: 987007428899705171
- Virtual International Authority File: 184684776